# 拉莱 (下莱茵省)
拉莱（法語：Lalaye，法語發音：[lalɛ]）是法国下莱茵省的一个市镇，属于塞莱斯塔-埃尔什泰因区。

## 地理
拉莱（48°19'49"N, 7°15'52"E）面积8.18 平方千米，位于法国大東部大區下莱茵省，该省份为法国大陆部分最东部的省份，是阿尔萨斯的一部分，今与上莱茵省组成了阿尔萨斯欧洲集体，其南至上莱茵省，西南接孚日省和默尔特-摩泽尔省，西接摩泽尔省，北与德国接壤，东侧沿莱茵河与德国相望。
与拉莱接壤的市镇（或旧市镇、城区）包括：巴桑贝尔、富希、迈松古特、斯泰日、于尔贝。
拉莱的时区为UTC+01:00、UTC+02:00（夏令时）。

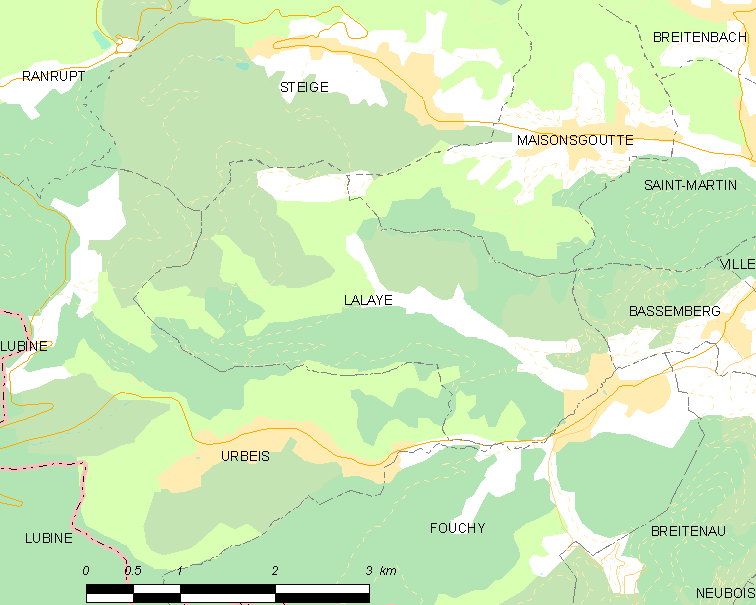
拉莱的OSM定位图

## 行政
拉莱的邮政编码为67220，INSEE市镇编码为67255。

## 政治
拉莱所属的省级选区为米齐格县。

## 人口

1962-2008年间拉莱人口变化图示

拉莱于2022年1月1日时的人口数量为491人。